# St. Marienkirchen an der Polsenz

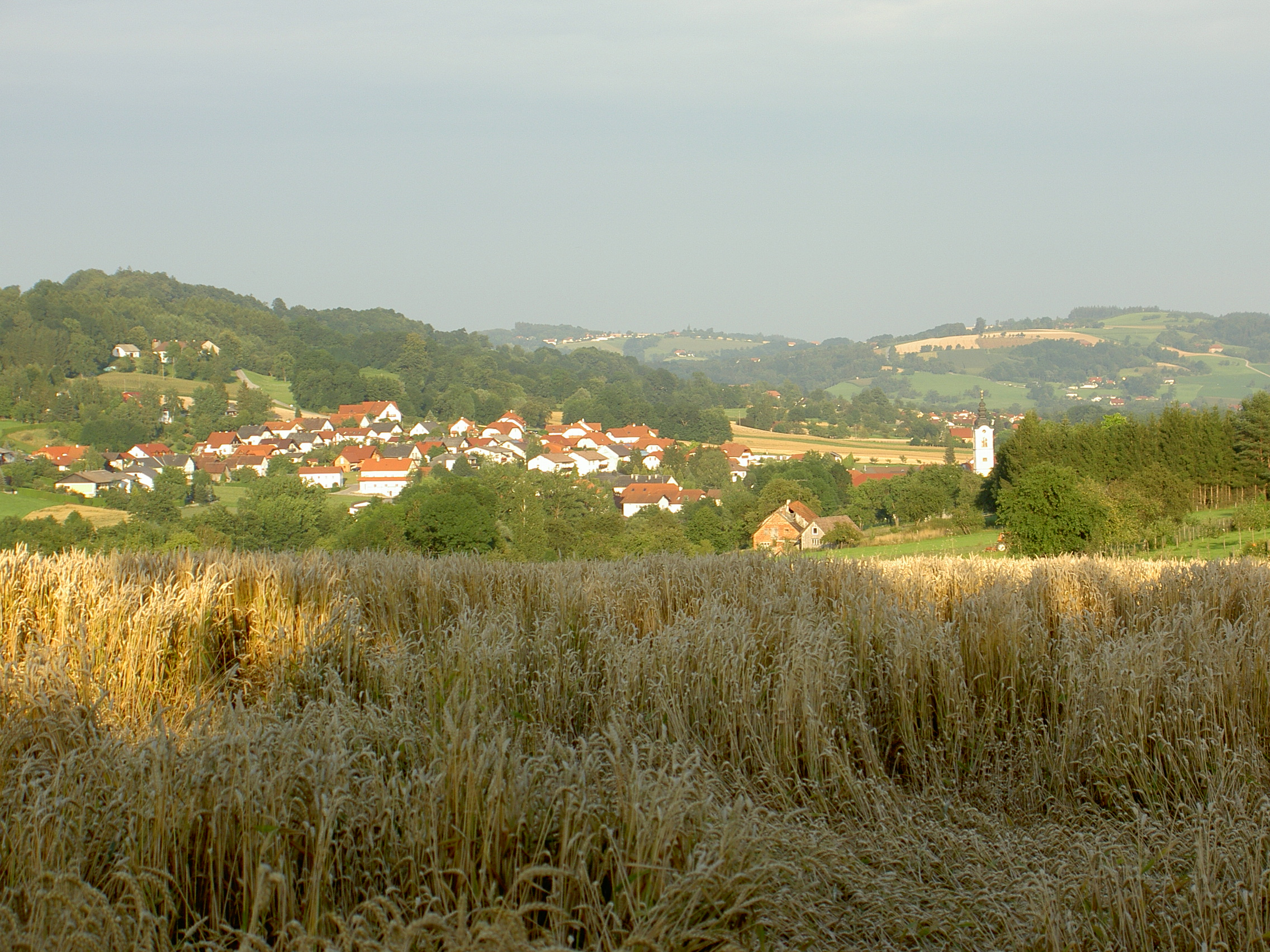
St. Marienkirchen von Westen betrachtet

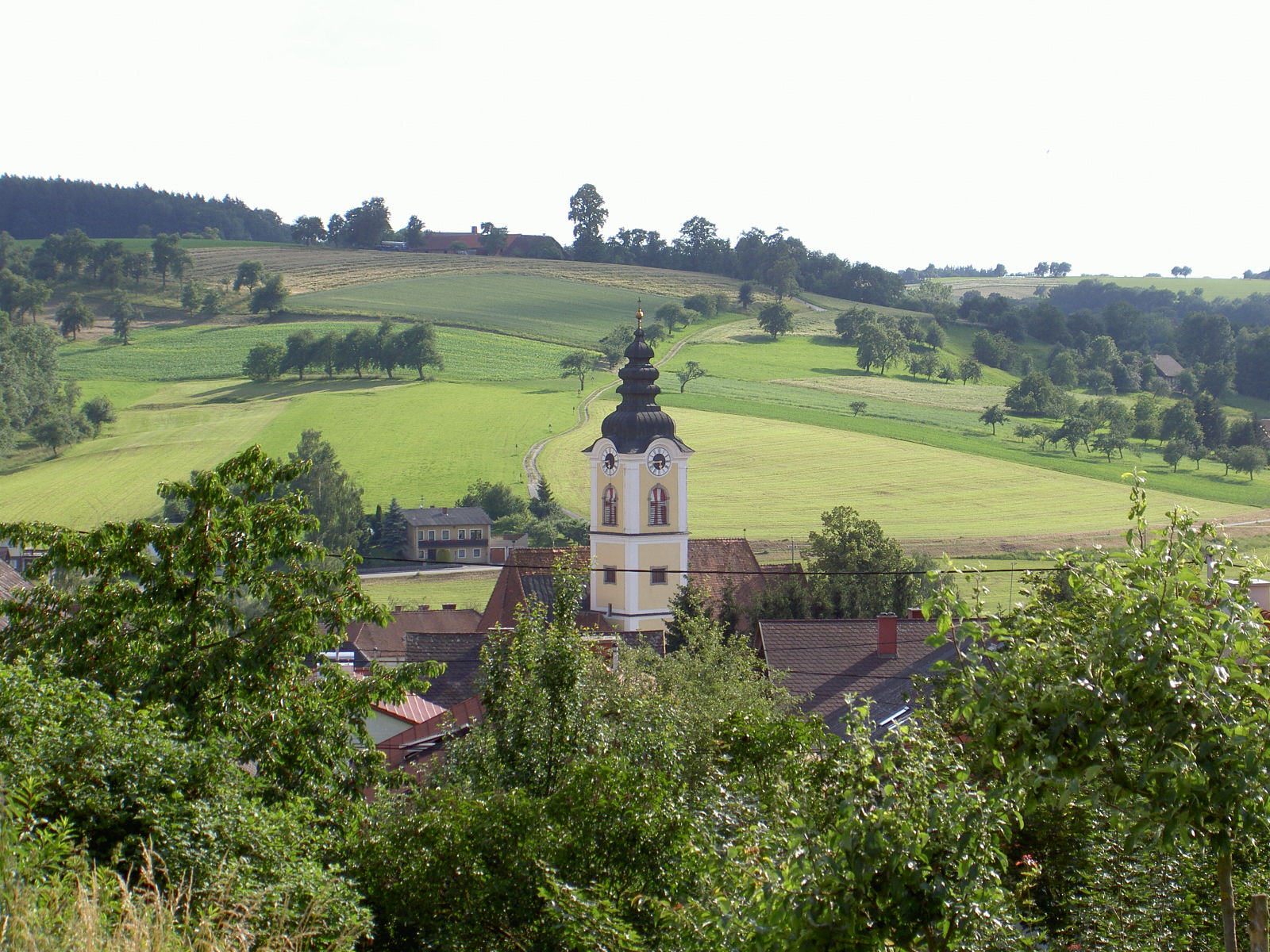
Kirchturm der Pfarrkirche von St. Marienkirchen

St. Marienkirchen an der Polsenz (auch Sankt Marienkirchen an der Polsenz) ist eine Marktgemeinde mit 2342 Einwohnern (Stand 1. Jänner 2024) im Hausruckviertel im Bezirk Eferding im Bundesland Oberösterreich in Österreich.

## Geografie
St. Marienkirchen an der Polsenz liegt auf 315 m Höhe im Hausruckviertel. Die Ausdehnung beträgt von Nord nach Süd 7,0 km, von West nach Ost 5,1 km. Die Gesamtfläche beträgt 23,82 km². 14,2 % der Fläche sind bewaldet, 65,3 % der Fläche sind landwirtschaftlich genutzt. Das Gemeindegebiet wird von West nach Ost von der namengebenden Polsenz durchflossen.

### Gemeindegliederung
Die Katastralgemeinden sind:
- Fürneredt (45008)
- Lengau (45016)
- Pernau (45022)
- St. Marienkirchen an der Polsenz (45026)

Das Gemeindegebiet umfasst folgende 19 Ortschaften (in Klammern Einwohnerzahl Stand 1. Jänner 2024):
- Doppl (10)
- Eben (13)
- Fürneredt (28)
- Furth (204)
- Holzwiesen (61)
- Karling (13)
- Kirchholz (33)
- Kleingerstdoppl (54)
- Lengau (141)
- Leopoldsberg (31)
- Obergrub (21)
- Pernau (21)
- Polsenz (55)
- Sankt Marienkirchen an der Polsenz (842)
- Sommersberg (8)
- Unterfreundorf (658)
- Untergrub (17)
- Valtau (49)
- Wieshof (83)

St. Marienkirchen war bis 1923 Teil des Gerichtsbezirkes Waizenkirchen und wurde nach dessen Auflösung dem Gerichtsbezirk Eferding zugeschlagen.

### Straßenbezeichnungen
Aibach, Badstraße, Dr. Bergmann Siedlung, Daxberger Straße, Freundorf, Höllerberg, Jungreith, Kaltenberg, Kirchenplatz, Klause, Marienfeld, Polsenzstraße, Polsenztal, Römerstraße, Schmiedgasse, Sonnberg, Weberberg, Westerberg, Weinberg

## Geschichte
Die erste schriftliche Erwähnung des Ortes erfolgte in einer um 1200 verfassten, aber in das Jahr 1151 rückdatierten Urkunde.
Ursprünglich im Ostteil des Herzogtums Bayern liegend, gehörte der Ort seit dem 12. Jahrhundert zum Herzogtum Österreich.
Seit 1490 wird er dem Fürstentum Österreich ob der Enns zugerechnet. Während der Napoleonischen Kriege war der Ort mehrfach besetzt. Seit 1918 gehört der Ort zum Bundesland Oberösterreich. Nach dem sogenannten Anschluss Österreichs an das Deutsche Reich am 13. März 1938 gehörte der Ort zum „Gau Oberdonau“. 1945 erfolgte die Wiederherstellung Oberösterreichs.

### Religionen
- Die Gemeinde bildet eine eigene katholische Pfarre, welche dem Augustiner Chorherrenstift St. Florian zugeordnet ist, und hat mit Mag. Josef Etzlstorfer einen eigenen Pfarrer.
- Die in der Gemeinde wohnhaften Evangelisch A.B. gläubigen Bürger sind der Evangelischen Pfarre Wallern an der Trattnach zugeteilt.

## Kultur und Sehenswürdigkeiten

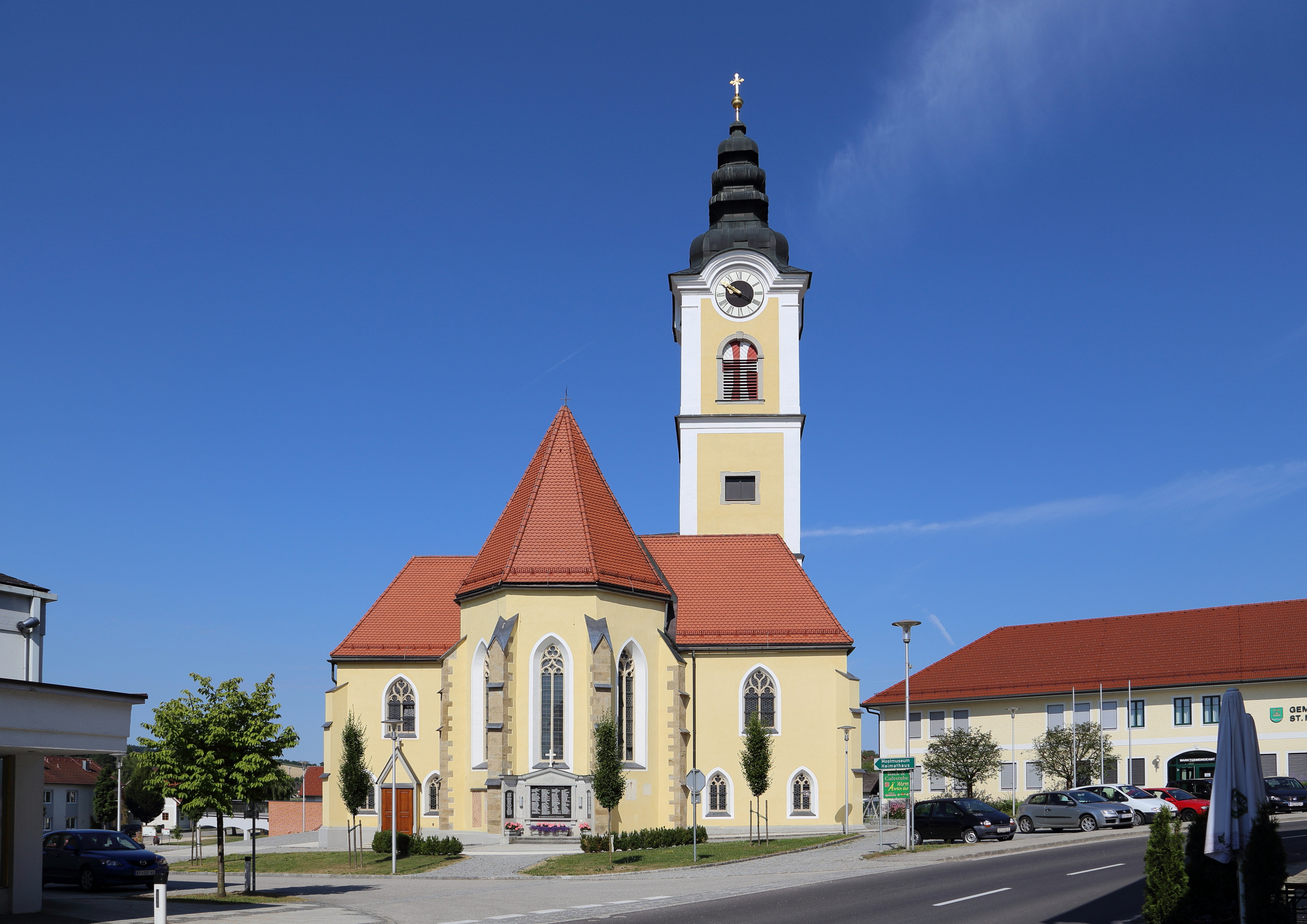
Pfarrkirche St. Marienkirchen an der Polsenz

- Katholische Pfarrkirche St. Marienkirchen an der Polsenz Mariä Himmelfahrt: Die Pfarrkirche wurde 1151 erstmals urkundlich erwähnt. Das heutige Gotteshaus stammt – mit Ausnahme des Turms (1721) – aus der Zeit der Spätgotik um 1500. Die Einrichtung ist einheitlich Neugotisch.
- Mostmuseum: Im Wappen der Gemeinde weist die Mostpresse auf eine durch das Klima begünstigte, traditionsreiche Mostgegend hin. Deshalb gibt es im rund 350 Jahre alten, renovierten Getreidespeicher der Pfarre ein Mostmuseum. Dort kann man alle möglichen Arten von Pressen, Fässern und Geräte zur Herstellung von Most sehen. Die meisten Exponate stammen aus dem 18. Jahrhundert. Ebenso findet man dort eine Binderwerkstatt, eine Schnapsbrennerei, eine Imkerei und eine Bauernstube ebenfalls aus dem 18. Jahrhundert.
- Heimatmuseum: Das Heimatmuseum ist im selben Gebäude wie das Mostmuseum untergebracht, und hat verschiedene landwirtschaftliche Geräte und Hausrat ausgestellt. Betreut und erhalten wird das Museum von den Mitgliedern des Verschönerungsvereins.
- Naturpark Obst-Hügel-Land: Das Obst-Hügel-Land befindet sich zwischen Wels und Eferding und umspannt die beiden Gemeinden Scharten und St. Marienkirchen. Es bezeichnet eine sanfte Hügellandschaft im oberösterreichischen Voralpengebiet, deren Reiz in der hohen Dichte der vielen Obstbaumbestände liegt. Jedes Jahr, zur Zeit der Obstbaumblüte, ist das Obst-Hügel-Land mit den blühenden Kirsch- und Apfelbäumen ein beliebtes Ausflugsziel. Neben der Mosterzeugung besitzen die Obstbäume in dem sehr rutschungsgefährdeten Schliergebiet zudem große Bedeutung aufgrund ihrer hangstabilisierenden Wirkung.
- Veranstaltungszentrum
- ART im DORF: Von einigen Gemeindebürgern wurde die Kulturplattform „ART im DORF“ ins Leben gerufen.
- Mostkost: Am Weißen Sonntag, dem ersten Sonntag nach Ostern, wird die traditionelle Mostkost abgehalten.

## Wirtschaft und Infrastruktur

### Ansässige Unternehmen
- Sperrholzwerk Schweitzer, Freundorf (Gründungsjahr: 1937)
- Tischlerei Aichinger, Aibach (Gründungsjahr: 1945)
- Tischlerei Leidlmair, Marienfeld (Gründungsjahr: 1896)
- Obstverwertung Samareiner Most F. Gessl, Valtau
- Prem GmbH Baumwollputz
- Schauer Walter Edelobst
- Hellmaier Werner Elektrounternehmen
- Voglsam Bodenmarkierungen
- Wiesinger Christian Autowerkstätte
- Eder Markus Minibaggervermietung
- Feuerbestattung Oberösterreich, Jungreith (Gründungsjahr: 2015), eines von derzeit (2021) 17 aktiven Krematorien in Österreich

### Verkehr
- Straße: Die Gemeinde ist aus Richtung Wels kommend (Autobahnen West Autobahn A 1/Innkreis Autobahn A 8/Welser Autobahn A 25) am besten über die Innviertler Straße B 137 und die Wallerner Straße B 134 erreichbar. Von der B 134 zweigt die Daxberger Landesstraße ab, welche direkt nach St. Marienkirchen an der Polsenz führt. Aus Richtung Passau/Schärding kommend führt der beste Weg über die Eferdinger Straße B 129 bis nach Prambachkirchen, wo ebenfalls die Daxberger Landesstraße abzweigt. Aus Richtung Eferding/Linz kommend führt der Weg über die B 134 und die Daxberger Landesstraße in die Gemeinde.

### Sport
- Der ASV St. Marienkirchen spielt im Fußball in der LT1 OÖ-Liga, der vierten Leistungsklasse im österreichischen Fußball. Austragungsort der Heimspiele ist das Baumgartner Stadion. Gegründet wurde der Verein am 29. Februar 1968, die Vereinsfarben sind Schwarz/Gelb.
- Der UTC St. Marienkirchen ist der örtliche Tennisverein. Die Herrenmannschaft spielt in der 1. Klasse, wobei der Klassenerhalt jährlich das Hauptziel darstellt. Die Senioren M (Herren 35+) spielen in der Regionalklasse West.

### Vereine
Neben den beiden Sportvereinen ASV und UTC sind u. a. folgende Vereine bzw. Körperschaften in der Gemeinde vertreten:
- Freiwillige Feuerwehr
- Obst- und Gartenbauverein
- Siedlerverein
- Verschönerungsverein
- Musikverein
- Familienbund
- Mehrere Sparvereine
- Landjugend
- Kath. Jungschar
- Jugendparlament: Für die Anliegen der Jugendlichen in der Gemeinde ist ein Jugendparlament eingerichtet. Dieses setzt sich aus Vertretern (bis 26 Jahre) der Organisationen mit Jugendarbeit und aus gewählten Vertretern der Jugendlichen der Gemeinde zusammen. Seit 2008 hat das Jugendparlament den neuen Namen „Samareiner Jugend“.

### Bildung
- Kindergarten
- Volksschule
- Öffentliche Bücherei

## Politik

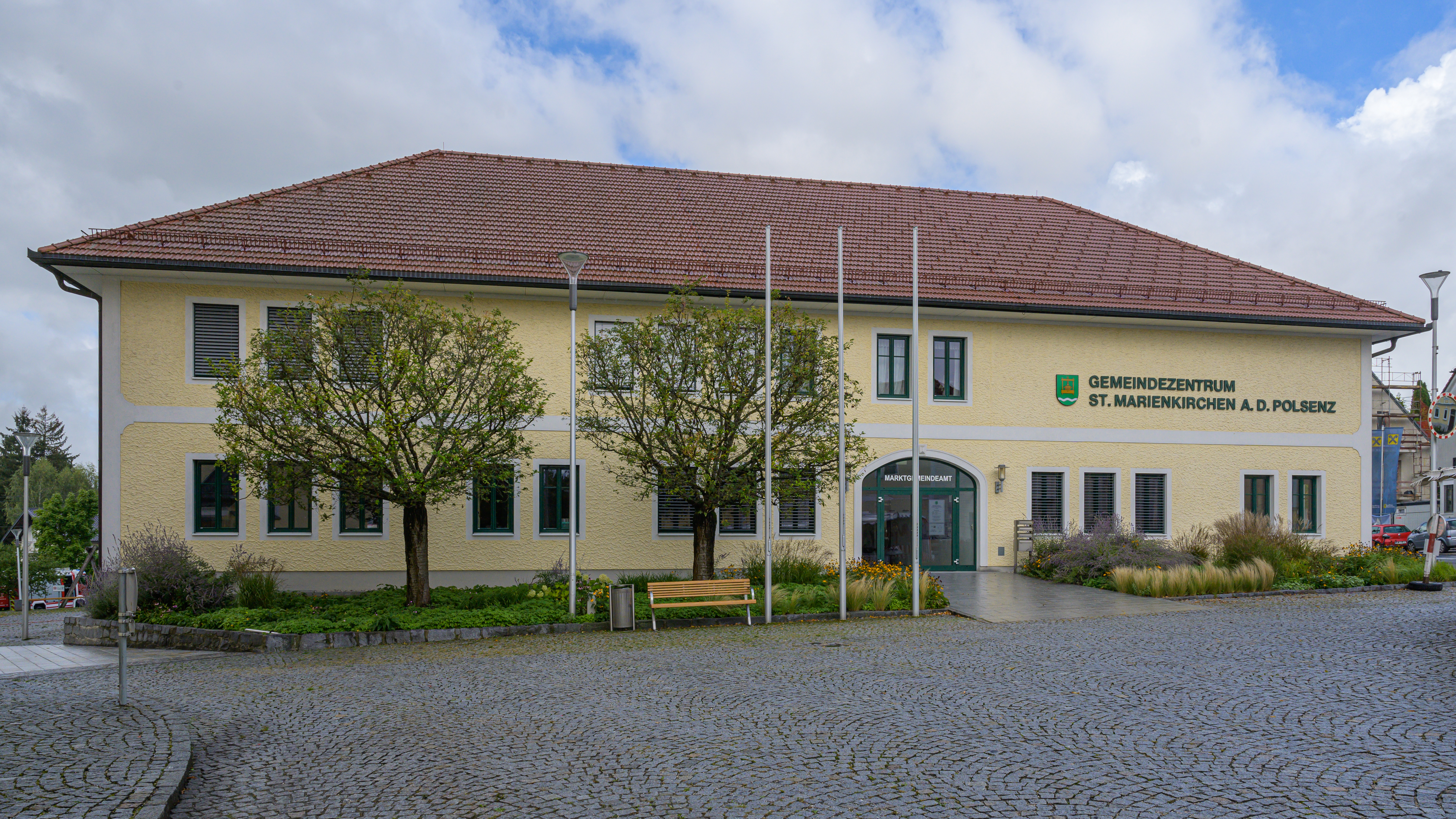
Gemeindeamt

### Gemeinderat
Der Gemeinderat hat 25 Mitglieder.
- Mit den Gemeinderats- und Bürgermeisterwahlen in Oberösterreich 2003 hatte der Gemeinderat folgende Verteilung: 13 ÖVP, 10 SPÖ und 2 FPÖ.
- Mit den Gemeinderats- und Bürgermeisterwahlen in Oberösterreich 2009 hatte der Gemeinderat folgende Verteilung: 13 ÖVP, 9 SPÖ und 3 FPÖ.
- Mit den Gemeinderats- und Bürgermeisterwahlen in Oberösterreich 2015 hatte der Gemeinderat folgende Verteilung: 12 ÖVP, 7 FPÖ und 6 SPÖ.
- Mit den Gemeinderats- und Bürgermeisterwahlen in Oberösterreich 2021 hat der Gemeinderat folgende Verteilung: 12 ÖVP, 7 FPÖ und 6 SPÖ.[5][6]

### Bürgermeister
Bürgermeister seit 1855 waren:
- 1855–1858 Josef Jungreithmair
- 1858–1864 Johann Zehetmayr
- 1864–1870 Josef Pucher
- 1870–1883 Josef Greinöcker
- 1883–1889 Mathias Jungreithmair
- 1889–1891 Josef Rennmayer
- 1891–1895 Mathias Jungreithmair
- 1895–1897 Josef Winkler
- 1897–1900 Paul Doppler
- 1900–1903 Josef Winkler
- 1903–1905 Paul Doppler
- 1905–1906 Leopold Sallaberger
- 1906–1910 Josef Winkler
- 1910–1913 Mathias Sallaberger
- 1913–1915 Josef Schauer
- 1915–1917 Johann Aschl
- 1917–1919 Karl Ortmayr
- 1919–1938 Josef Erdpresser
- 1938–1943 Hans Angermair
- 1943–1945 Alois Mayr
- 1945–1954 Josef Erdpresser
- 1954–1959 Johann Ecker
- 1959–1980 Rupert Dopler
- 1980–1996 Josef Ferchhumer
- 1996–2014 Josef Dopler (ÖVP)[8]
- seit 2014 Harald Grubmair (ÖVP)

### Wappen
Der Gemeinde wurde 1981 folgendes Wappen verliehen:
Blasonierung: „In Grün über einer silbernen Wellenleiste im Schildfuß eine goldene Spindel-Mostpresse.“

Beschreibung des Gemeindewappens: Die einfache, noch bis vor wenigen Jahren am Bauernhof verwendete Spindelpresse unterstreicht die Bedeutung der Mostgewinnung in der durch das Klima besonders begünstigten Obstgegend. Das Wellenband verweist auf die Polsenz, deren Name amtlich als unterscheidende Ergänzung des Gemeindenamens angeführt wird.

Die Gemeindefarben sind Grün-Gelb-Grün.

## Persönlichkeiten

### Söhne und Töchter der Gemeinde
- Johannes Kapsamer (* 1720 in Krenglbach), Inhaber einer Möbel-Werkstätte in St. Marienkirchen an der Polsenz[9]
- Johann Zehetmayr (1839–1906), Landwirt und Politiker, Mitglied des Abgeordnetenhauses 1879–1906[10]
- Michael Enzelsberger (1871–1952), Landtagsabgeordneter
- Petrus Ortmayr (1878–1958), Benediktiner und Archivar
- Hermann Kagerer (1896–1984), römisch-katholischer Geistlicher

### Mit Bezug zur Gemeinde
- Erich Pilsner (* 1959), Landtagsabgeordneter